# 黒鉱

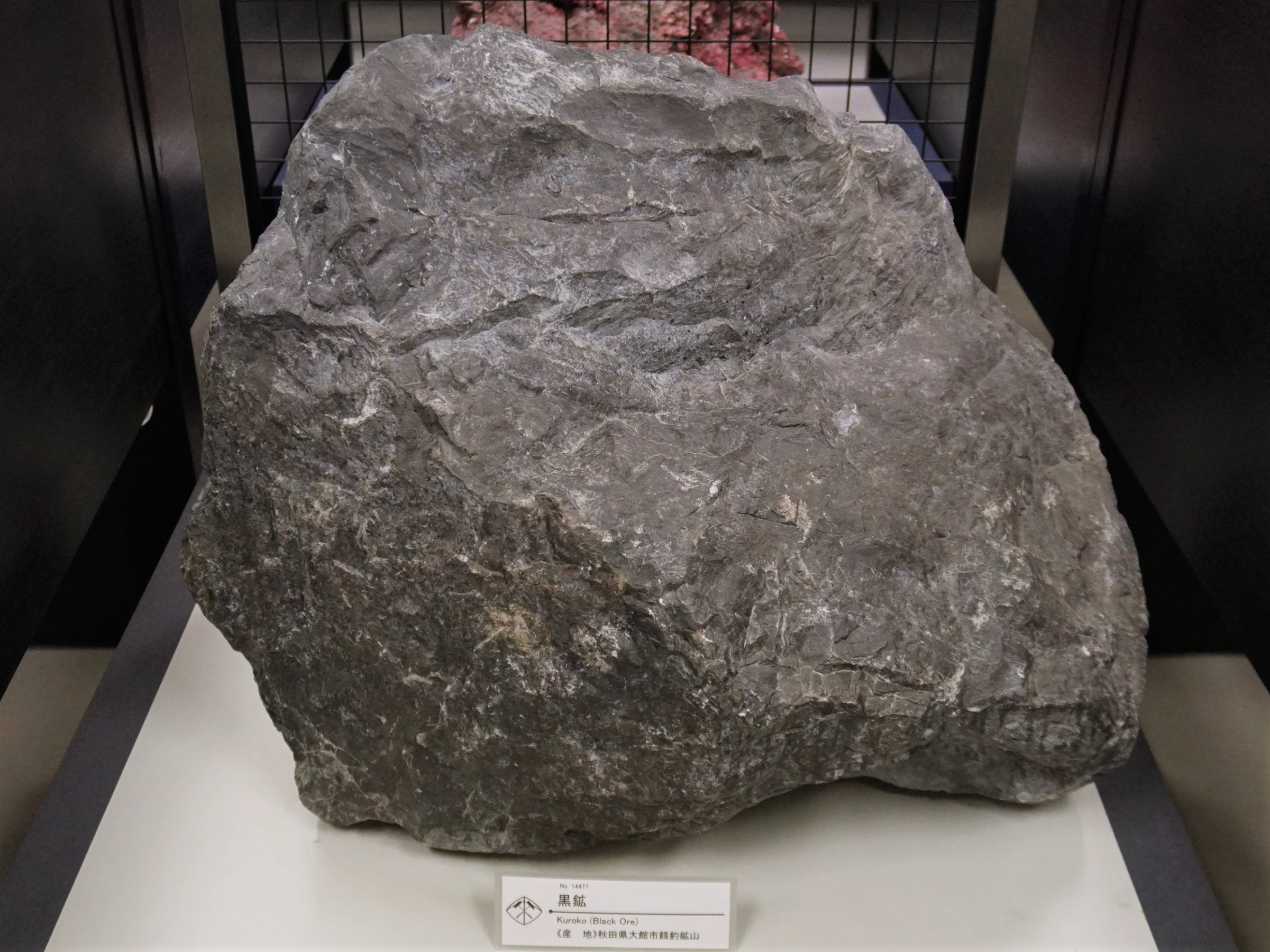
秋田大学附属鉱業博物館で展示されている黒鉱

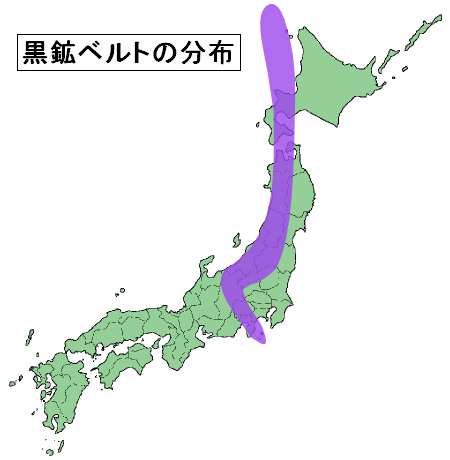
日本の黒鉱ベルトの分布

黒鉱（くろこう、kuroko、black ore）とは、日本海側の鉱山で採掘される外見の黒い鉱石の総称である。黒い鉱石の正体は、閃亜鉛鉱（ZnS）、方鉛鉱（PbS）、黄銅鉱（CuFeS2）などであり、それぞれ亜鉛や鉛、銅などの鉱石として広く採掘された。
黒鉱は海底へ噴出した熱水から沈殿した硫化物などが起源であると考えられている。日本国内に見られる黒鉱の大半は、新生代第三紀のグリーンタフ変動に伴って生成されている。黒鉱の周囲には金や銀などが濃集することから、江戸時代には主にそれら貴金属が、明治時代に入り精錬技術が向上するにつれて黒鉱自体が注目されるようになった。また、黒鉱は金属鉱物のみでなく、大量の沸石類や石膏、重晶石などを伴う。
1915年、加藤武夫は黒鉱の成因について『地学雑誌』22巻257号に発表し、議論がおこった。

## 黒鉱鉱床
黒鉱が濃縮している鉱床を黒鉱鉱床という。

## 関連する鉱山
- 小樽松倉鉱山（北海道） - 重晶石が大部分を占める黒鉱といわれる。
- 花岡鉱山（秋田県）
- 小坂鉱山（秋田県）
- 吉野鉱山（山形県）
- 須崎鉱山（静岡県下田市）